# Joseph Lister

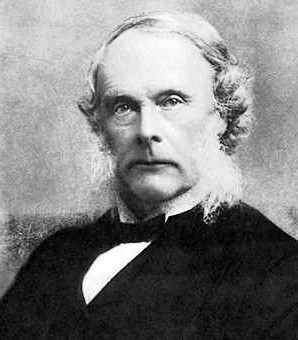
Joseph Lister fényképe (1911)

Joseph Lister (Upton, 1827. április 5. – Walmer, 1912. február 10.) angol sebész, az antiszeptikus sebészeti eljárások felfedezője és meghonosítója. Találmánya és gyakorlata nyomán lényegesen csökkent az operáción átesett betegek halálozási aránya.

## Életpályája
Orvosi képesítését 1852-ben szerezte a londoni Egyetemi Kollégiumban. A Királyi kórház sebésztanára lett Glasgowban. Megdöbbentette az operált betegek magas halálozási arányszáma. A fertőzés, az üszkösödés gyakori következményei voltak az operációknak. Lister tisztán tartatta kórtermeit, de ez nem csökkentette a halálozási arányszámot.
Lister 1865-ben elolvasta Pasteur egyik tanulmányát és megismerte belőle a kórokozó baktériumok elméletét. Ebben az elméletben Lister megtalálta a megoldás kulcsát: rájött, hogy a baktériumokat el kell pusztítani, mielőtt azok a nyílt sebbe bejutnának. Lister bevezetett egy sor antibakteriális eljárást. Karbolsavat használt a baktériumok elpusztítására. A műtétek előtt gondosan megtisztította a kezét, a sebészeti eszközök és a kötések higiénikus állapotáról is gondoskodott. Egy ideig még karbolsavat is permetezett a műtőben a levegőbe. Az eredmény nagyon hamar megmutatkozott. 1861 és 1865 között a műtét utáni elhalálozások aránya férfiaknál 45% volt, ez 1869-re 15%-ra csökkent.
Lister első tanulmányát az antiszeptikus sebészetről 1867-ben jelentette meg, eredményeit nem ismerték el azonnal, de felajánlották számára az Edinburgh-i Egyetem klinikai sebészeti tanszékét, az ott eltöltött kétéves sebészeti gyakorlata hírnevet szerzett neki. 1875-ben átjött a kontinensre, Németországba előadásokat tartani módszereiről. A következő esztendőben, 1876-ban az Amerikai Egyesült Államokban volt előadói körúton. Az orvosok többsége azonban még mindig nem volt meggyőzve.
William Fergusson halála után, mint annak utóda kapott meghívást 1877-ben a Londoni Királyi Kollégium sebészeti tanszékére. Kezdetben élettani és szövettani tanulmányokkal foglalkozott, később kizárólag a sebészetre koncentrált; ő vezette be az antiszeptikus kötéseket, ami a sebészet fejlődésére nézve korszakalkotó hatással volt. A Királyi Kollégium sebészetén tartott szemléltetései az antiszeptikus sebészetről nagy érdeklődést váltottak ki az orvosi körökben, s a tanulmányaiban lefektetett állításait és az általa szükségesnek tartott orvosi gyakorlatot egyre szélesebb körökben elfogadták és alkalmazták.
Joseph Lister 85 évet élt, antiszeptikus sebészeti módszere élete vége felé már teljesen elterjedt a fejlett világban, számos kitüntetést kapott, öt évig volt a Királyi Társaság elnöke, Viktória királynő őt választotta sebészének.

## Érdekességek
- Lister-féle olló – lekerekített, tompa végű, kötésvágásra tervezett sebészi olló, amely csökkenti a bőrsérülés kockázatát; a modern sebészet alapműszere lett.[13][14]
- Karbolsavas kézi permetező – Lister pumpás fertőtlenítő-készüléke, amellyel a műtő levegőjét és a seb környékét kezelték; a korszakban úttörő légfertőtlenítési kísérletnek számított.[15]
- Sterilizáló/áztatódoboz – fémdoboz kötszerek és eszközök karbolsavas oldatban tartására, a műtéti sterilitás biztosítására.[16]
- Antiszeptikus kötözési technika – többrétegű géz és olajozott selyempapír alkalmazása a baktériumok behatolásának gátlására; a sebfertőzések arányát látványosan csökkentette.[17]
- Listerine – nem Lister fejlesztése, de róla nevezték el az 1879-ben megjelent fertőtlenítő szájvizet, tiszteletként az antiszepszis úttörője előtt.[18]

### Epilógus
A 19. század a sebészet diadala. William Thomas Green Morton 1846-os demonstrációja után elterjedt az éter belélegeztetésének segítségével végzett fájdalommentes operáció, 1877-től az antiszeptikus eljárásokkal egyre több operált ember nyerte vissza újra egészségét.
Sajnálattal állapíthatjuk meg, hogy a magyar Semmelweis Ignác korábban publikált (1858: Budapest, 1861: Bécs, németül) antiszeptikus eljárását jóformán figyelmen kívül hagyta a magyar és az osztrák orvosi közvélemény.

## Elismerései
- 1878-ban az edinburgh-i, 1879-ben az oxfordi, 1880-ban a cambridge-i egyetem választotta meg tiszteletbeli tagjává.
- 1884-ben bárói ranggal tüntették ki.

## Főbb művei
- Early stages of inflammation (Philos. Transact. 1859);
- On excision of the wrist for caries (Lancet 1865);
- On the germ theory of putrefaction and other fermentative changes (Nature 1873);
- A further contribution to the natural history of bacteria and the germ theory of fermentative changes (Quart. Journ. of Microscop. Sc. 1873);
- The germ theory of fermentation and its bearings on pathology (Patholog. Transact. 1878).